# Motorola ROKR E1

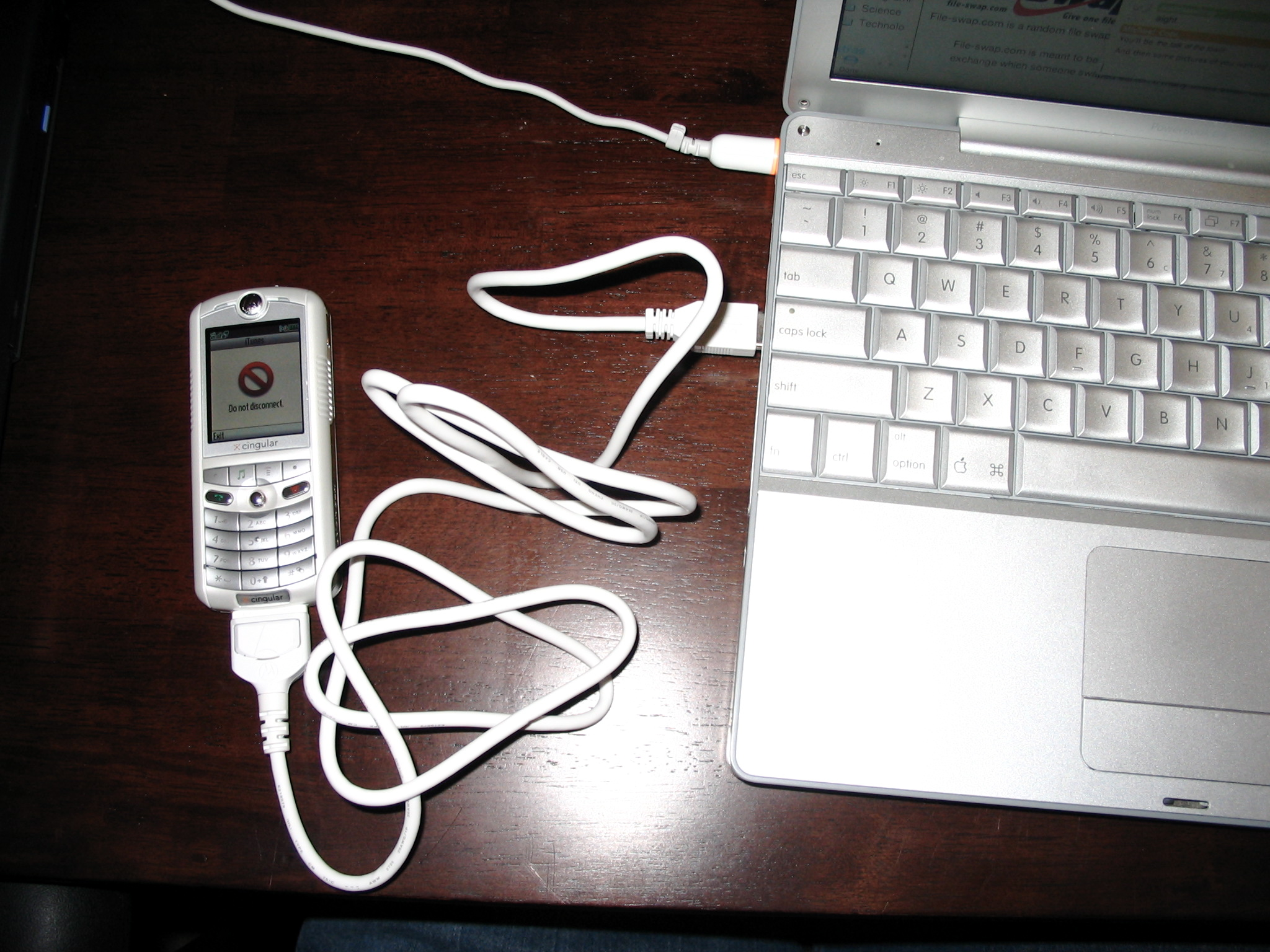
Un téléphone Motorola ROKR raccordé à un Powerbook d’Apple pour utiliser iTunes.

Le ROKR E1 (prononcer « rockeur ») est un téléphone mobile construit par Motorola (sur la base du modèle E398) en collaboration avec Apple, et équipé d'une version mobile du logiciel iTunes, d'où son surnom d'« iPhone » et son rangement dans la lignée des iPod. Il embarque une mémoire flash (TransFlash) de 512 mégaoctets pouvant accueillir une centaine de morceaux musicaux au format AAC (celui employé par le magasin de vente en ligne iTunes Music Store).
De nombreux opérateurs de téléphonie mobile hésitent à lancer sur le marché un tel appareil.[réf. nécessaire] Initialement, seul un opérateur américain s'était engagé à commercialiser et prendre en charge cet « iPhone ». En France, cela s'explique par le fait que l'iTunes Music Store affiche des tarifs fixes de 0,99 euro, et que les concurrents à cette offre comme SFR via NRJ Mobile proposaient la vente d'un morceau pour des prix allant de 2 à 3 euros.
L'intégration et synchronisation avec iTunes par interface USB 1.1 (et non Bluetooth) est possible. À noter la synchronisation avec iCal et Address Book (carnet d'adresses).
Il a été dévoilé à San Francisco et New York le 7 septembre 2005, simultanément à l'iPod nano.
La version suivante, le E2, n'intègre plus iTunes. Courant janvier 2007, l'iPhone d'Apple est dévoilé ; le fabricant de matériel informatique rompt sa collaboration avec Motorola.